# Camelia Liparoti
Camelia Liparoti (Liorna, 11 de juliol de 1968) és una motociclista italiana de ral·lis especialitzada en quads. Entre el 2009 i el 2014 va guanyar sis cops la Copa del Món de Ral·lis Femení de Cross Country FIM, el guardó més important per qualsevol corredor.
Fins al 2021, Liparoti va participar en 13 edicions del ral·li Dakar, de forma consecutiva. Aquell any va aconseguir el seu primer podi a la classificació final, amb el segon lloc a la categoria de prototips lleugers.

## Ral·li Dakar
| Any  | Classe              | Vehicle         | Posició |
| ---- | ------------------- | --------------- | ------- |
| 2009 | Quad                | Yamaha          |         |
| 2010 | Quad                | Yamaha          | 13a     |
| 2011 | Quad                | Yamaha          | 10a     |
| 2012 | Quad                | Yamaha          | 9a      |
| 2013 | Quad                | Yamaha          | 15a     |
| 2014 | Quad                | Yamaha          | 13a     |
| 2015 | Quad                | Yamaha          | 15a     |
| 2016 | Quad                | Yamaha          | 11a     |
| 2017 | Quad                | Yamaha          | 13a     |
| 2018 | UTV                 | Yamaha          | 5a      |
| 2019 | UTV                 | Yamaha          | 37a     |
| 2020 | UTV                 | Yamaha          |         |
| 2021 | Prototipus lleugers | Yamaha YXZ1000R | 2a      |